# Арамашевская волость (Верхотурский уезд)
Арама́шевская во́лость — административно-территориальная единица в составе Верхотурского уезда Пермской губернии.
Арамашевская волость просуществовала до советской административной реформы 1923—1924 годов. Последние доступные данные о волости содержатся в Адрес-календаре и справочной книжке Пермской губернии за 1917 год.

## Население
Согласно списку 1904 года, в волости проживало 6606 человек, из них 29 человек не были приписаны к сельским обществам. Национальный состав и статус преобладающей части населения — русские бывшие государственные крестьяне.

## Административное деление волости на 1904 год
Волость входила в состав 3-го уездного стана. Месторасположение волостного правления — Арамашевское.
По данным Списка населённых мест Пермской губернии за 1904 год населённые пункты волости были объединены в следующие сельские общества:
- Арамашевское
  - Арамашевское, сел.
  - Кулига, дер.
- Косиковское
  - Косикова, дер.
- Катышинское
  - Катышка, дер.
- Деевское
  - Деева, дер.
  - Борисовское, сел.
- Роскатихинское
  - Роскатиха, дер.
  - Андреева, дер.
  - Подосенина, дер.